# Борко Фурт
Боривоје „Борко“ Фурт је српско-амерички научник и аутор у области рачунарства и инжењерства. Он је професор на Катедри за електротехнику и рачунарство и рачунарске науке (CEECS) на Универзитету Флорида Атлантик у Бока Ратону. Такође је директор Центра за истраживачка сарадња индустрије и универзитета за напредно омогућавање знања Националне научне фондације при Универзитету Флорида Атлантик. 2019. примљен је у Академију Европаеа, што је Академија Европе.

## Каријера
Фурт је радио као виши истраживач у Институту Борис Кидрич-Винча у Југославији (1970–82), ванредни професор на Универзитету у Мајамију у Корал Гејблсу (1982–87), и био је потпредседник за истраживање и виши директор за развој у MODCOMP-у (1987–92). Био је виши помоћник потпредседника за инжењерство и технологију на Универзитету Флорида Атлантик (2006–08), шеф Катедре за рачунарске науке и инжењерство (2002–09) и шеф Катедре за рачунарство и електротехнику и рачунарске науке (2009–13).
Фурт је проглашен истраживачем године на Универзитету Флорида Атлантик 2013. и 2019.
Био је оснивач и главни уредник часописа: Journal of Multimedia Tools and Applications  и Journal of Big Data. Објавио је преко 40 књига  и 300 истраживачких радова у научним часописима и на конференцијама. Поседује више од 50 патената у области видео кодирања, укључујући 10 кључних патената за VVC стандард видео кодирања.

## Спољни линкови
- Борко Фурт — индексиране публикације на Google Scholar
- Borko Furht publications